# Поначевский сельсовет
Поначевский сельсове́т — административно-территориальная единица в Курагинском районе Красноярского края Российской Федерации, существовавшая до 1992 года.

## История
Поначевский сельсовет существовал до 1992 года.
Решением Малого Совета Красноярского краевого Совета народных депутатов от 21.05.1992 № 98-м Поначевский сельсовет был упразднён и его населённые пункты переданы в подчинение Большой Ирбы (Большеирбинский поссовет).
Исторические варианты названия: Паначевский сельсовет.

## Состав сельсовета
В состав сельсовета входили 3 населённых пункта:
| № | Населённый пункт    | Тип населённого пункта       | Население |
| - | ------------------- | ---------------------------- | --------- |
| 1 | Знаменка            | деревня                      | 0         |
| 2 | Поначево (Паначево) | село, административный центр | 217       |
| 3 | Сидорово            | посёлок                      | 0         |